# Ojocaliente
Ojocaliente – miasto w Meksyku, w stanie Zacatecas.